# Piano bốn tay

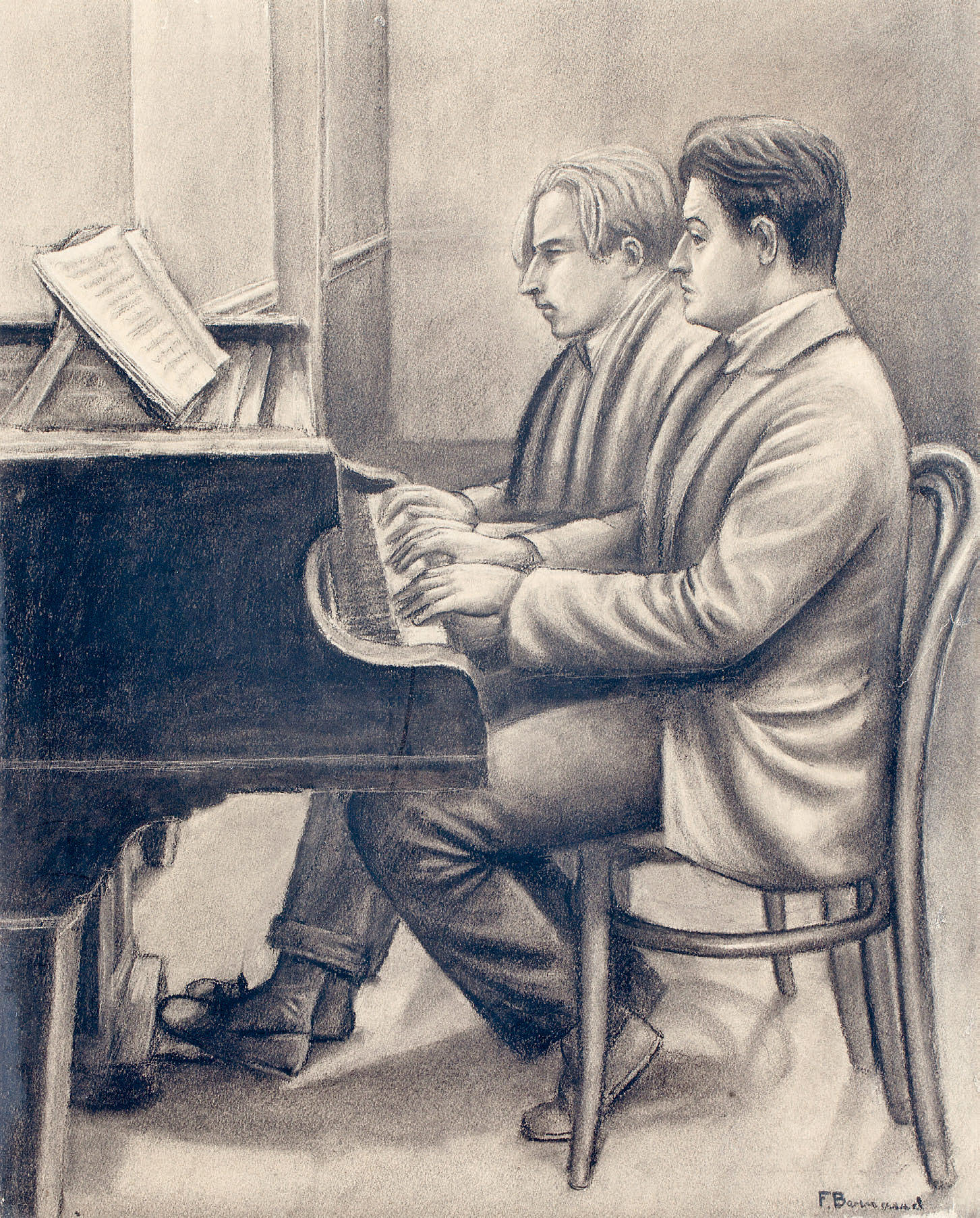
François Barraud và Albert Locca cùng biểu diễn trên một cây đàn piano, chơi bằng bốn tay.

Piano bốn tay là hình thức biểu diễn dương cầm mà một nhạc phẩm được thể hiện bởi bốn tay của hai người cùng lúc, cùng trên một đàn.
Đây là thuật ngữ trong lĩnh vực âm nhạc, dịch từ tiếng Pháp "piano à quatre mains", tiếng Ý "pianoforte a quattro mani", tiếng Anh "piano four hands", tiếng Thụy Điển "fyrhändigt piano",...
Trong thuật ngữ chuyên âm nhạc hơn, hình thức này gọi là piano duet, để phân biệt với piano duo được hiểu là song tấu dương cầm.

## Đặc điểm
- Nói chung, trong hình thức biểu diễn này, mỗi nhạc công phải ngồi đủ xa nhau, mỗi người phụ trách "một nửa" dương cầm, nhưng tay vẫn có thể "trèo" sang bên kia tùy phát triển của giai điệu và yêu cầu nhạc phẩm.[5]
- Bản tổng phổ cho cho piano bốn tay thường được in sao cho các trang bên trái chỉ chứa phần dành cho nhạc công ngồi bên trái, còn các trang bên phải chỉ chứa phần dành cho nhạc công ngồi bên phải. Phần trên của mỗi trang được gọi là primo (phần đầu), còn phần dưới được gọi là secondo (phần thứ).
- Theo "the Grove Dictionary of Music and Musicians" (fừ điển về âm nhạc và nhạc sĩ Grove) piano bốn tay (kiểu duet) có sức biểu hiện hơn "piano hai tay", vì có thể biểu hiện tới bốn phức điệu. Tuy nhiên, so với song tấu (duo) thì "hình thức song tấu piano quyến rũ hơn và phong phú hơn".[6]
- Piano bốn tay trở nên phổ biến vào nửa sau của thế kỷ 18. Mozart hồi còn nhỏ thường chơi hình thức này với chị của mình, và sau đó đã viết nhiều bản sonata cho bốn tay. Schubert đã sáng tác cho thể loại này nhiều nhạc phẩm nổi tiềng, như Grand Duo, D812. Jane Bellingham trong cuốn sách "The Oxford Companion to Music" liệt kê các nhà soạn nhạc khác đã viết các bản song tấu piano, bao gồm Brahms, Dvořák, Grieg, Debussy, Stravinsky và Bartók. Vào cuối thế kỷ 19 và đầu thế kỷ 20 các bản song tấu piano của Pháp bao gồm Jeux d'enfants của Bizet, Dolly Suite của Fauré và Ma mère l'oye của Ravel.[7]

## Lược sử

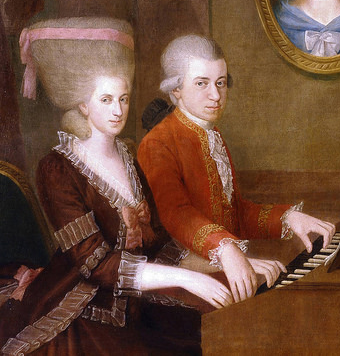
Wolfgang Amadeus và Maria Anna Mozart chơi bốn tay (năm 1780).

Tổng phổ in sớm nhất cho piano bốn tay được xuất bản ở Dessau vào năm 1782, với tựa đề bằng toiếng Đức: Drey Sonaten füre Clavier als Doppelstücke fur zwey Personen mit vier Handen von C. H. Müller (Ba bản sonata cho dương cầm cho hai người với bốn tay củng chơi của C. H. Müller). Tuy nhiên, trước đó, Ernst Wilhelm Wolf, giám đốc âm nhạc tại Weimar năm 1761, đã viết một vài bản sonata kiểu này, nhưng được xuất bản sau khi ông qua đời. Đến nay, đó là những sáng tác đầu tiên của thể loại, mặc dù ý tưởng về việc sử dụng hai hoặc nhiều cây đàn cùng loại đã bắt nguồn từ Johann Sebastian Bach: ông đã viết nhiều  bản song tấu, tam tấu hoặc tứ tấu cho đàn harpsichord.
Trong các nhạc sĩ vĩ đại thời nhạc cổ điển, thì Haydn và Beethoven ít có xu hướng về thể loại này. Nhưng  Mozart lại có khá nhiều tác phẩm về thể loại này: trong đó nổi bật là sonata KV 497 và KV 521. Hồi nhỏ, ông cũng đã chơi "bốn tay" với chị và bạn của mình.
Đời sau, nổi tiếng hơn cả về thể loại này là Schubert với các sáng tác nổi tiếng cho đến tận ngày nay như "Sonata in C major" D 812, "Divertissement à la hongroise" D 818 và nhất vlà "Fantasia in F major" D 940 cho piano bốn tay.
Trong số các nhà soạn nhạc lãng mạn Đức, tác phẩm thể loại này của Schumann và Brahms là hấp dẫn hơn cả, còn Mendelssohn chỉ có một tác phẩm gốc cho piano bốn tay mà thôi. Ở Pháp vào thời kỳ này có nhà soạn nhạc Lãng mạn người Pháp là Gabriel Fauré với nhạc phẩm nổi tiếng ở thể loại này là Dolly Suite.